# Просиметрум
Просиметрум (лат. Prosimetrum) је књижевна форма у којој се смењују поезија и проза.
Ретка књижевна врста. Сматра се да је, најевероватније настало из пародијских разлога, у поезији старе Грчке - међу првима грчки сатиричар Менипеан. 
Ова форма се повремено појављује у неким књигама, Старог завета, посебно поетским књигама, попут пророчких.
У каснијим вековима, просиметрум је добио другачије значење, место сатиричног - филозофски и религијски. Просиметриум је био књижевна форма Средњег века. 
Данас, просиметрум живи у облику либрета Опера, Оперета, Ораторијума, који комбинују текст у прози (говорне сцене, речитативи, нарације) са поетским и метричким формама (арија, рефрен, хор, корал...). У овој области просиметрум је врло заступљен.
У ову врсту се могу убројати и неке старонорвешке саге, које такође имају наративне (Skaldenstrophen), тренутке, посебно у централним догађајима, који објашњавају радњу и без којих се поезија не може разумети.

## Примери
- Утеха философије – Боеције
- Нови живот – Данте Алигијери
- Гозба – Платон